# Pierre Duviols
Pierre Duviols (París, 1928) es un investigador, historiador, docente y escritor francés especializado en estudios andinos.  Ha publicado artículos académicos y libros sobre la extirpación de idolatrías en los Andes y la religiosidad andina en base a registros etnohistóricos coloniales. Destaca en su obra la traducción e interpretación que realizó junto a César Itier sobre la Relacion de antiguedades deste reyno del Piru, escrita a principios del siglo XVII, firmada por el cronista Joan de Santa Cruz Pachacuti Yamqui Salcamaygua y publicada en 1993 por el Instituto Francés de Estudios Andinos (IFEA).
Al igual que otros investigadores con los que dialogó académicamente como John Murra y Tom Zuidema, es considerado un peruanista.